# Eskil Suter
Eskil Suter (Turbenthal, Suiza, 29 de junio de 1967) es un expiloto de motociclismo suizo y actual constructor de chasis de motocicletas de Moto2. Es el creador de Suter Racing Technology, una empresa especializada en la creación de piezas y chasis de motocicletas.

## Resultados en el Campeonato del Mundo
Sistema de puntuación desde 1988 hasta 1991:
| Posición | 1.º | 2.º | 3.º | 4.º | 5.º | 6.º | 7.º | 8.º | 9.º | 10.º | 11.º | 12.º | 13.º | 14.º | 15.º |
| Puntos   | 20  | 17  | 15  | 13  | 11  | 10  | 9   | 8   | 7   | 6    | 5    | 4    | 3    | 2    | 1    |

Sistema de puntuación en 1992:
| Posición | 1.º | 2.º | 3.º | 4.º | 5.º | 6.º | 7.º | 8.º | 9.º | 10.º |
| Puntos   | 20  | 15  | 12  | 10  | 8   | 6   | 4   | 3   | 2   | 1    |

Sistema de puntuación de 1993 hasta 2022:
| Posición | 1.º | 2.º | 3.º | 4.º | 5.º | 6.º | 7.º | 8.º | 9.º | 10.º | 11.º | 12.º | 13.º | 14.º | 15.º |
| Puntos   | 25  | 20  | 16  | 13  | 11  | 10  | 9   | 8   | 7   | 6    | 5    | 4    | 3    | 2    | 1    |

(Carreras en negrita indica pole position, carreras en cursiva indica vuelta rápida)

### Carreras por año
| Año  | Cat.  | Equipo                 | Moto    | 1      | 2      | 3      | 4      | 5      | 6      | 7      | 8      | 9      | 10     | 11     | 12     | 13     | 14     | 15     | Pts. | Pos. | Vic. |
| ---- | ----- | ---------------------- | ------- | ------ | ------ | ------ | ------ | ------ | ------ | ------ | ------ | ------ | ------ | ------ | ------ | ------ | ------ | ------ | ---- | ---- | ---- |
| 1991 | 250cc | Marlboro Aprilia Mohag | RS250   | JPN    | AUS    | USA    | ESP    | ITA    | GER    | AUT 17 | EUR 23 | NED    | FRA 21 | GBR 19 | RSM 16 | CZE NC | VDM    | MAL    | 0    | –    | 0    |
| 1992 | 250cc | Marlboro Aprilia Mohag | RS250   | JPN 14 | AUS 23 | MAL 19 | ESP NC | ITA 15 | EUR 13 | GER NC | NED 20 | HUN 23 | FRA 11 | GBR NC | BRA 11 | RSA 22 |        |        | 0    | –    | 0    |
| 1993 | 250cc | Mohag Aprilia          | RS250   | AUS NC | MAL 15 | JPN 17 | ESP 18 | AUT 11 | GER NC | NED 14 | EUR NC | RSM 12 | GBR 10 | CZE NC | ITA NC | USA NC | FIM 10 |        | 24   | 19.º | 0    |
| 1994 | 250cc | Mohag Aprilia          | RS250   | AUS 15 | MAL NC | JPN 15 | ESP 10 | AUT 10 | GER NC | NED 8  | ITA NC | FRA 14 | GBR 10 | CZE 8  | USA 12 | ARG 19 | EUR NC |        | 42   | 13.º | 0    |
| 1995 | 250cc | Mohag Aprilia          | RS250   | AUS 13 | MAL 12 | JPN 8  | ESP NC | GER NC | ITA 10 | NED NC | FRA 10 | GBR 9  | CZE NC | BRA 12 | ARG    | EUR 11 |        |        | 43   | 14.º | 0    |
| 1996 | 250cc | Mohag Aprilia          | RS250   | MAL NC | INA 11 | JPN 19 | ESP NC | ITA 12 | FRA 7  | NED 5  | GER 13 | GBR 10 | AUT NC | CZE 7  | IMO NC | CAT 9  | BRA 15 | AUS NC | 55   | 13.º | 0    |
| 1998 | 500cc | MuZ-Weber              | MuZ 500 | JPN    | MAL    | ESP    | ITA 18 | FRA NC | MAD 14 | NED    | GBR NC | GER 13 | CZE 14 | IMO NC | CAT NC | AUS    | ARG    |        | 7    | 26.º | 0    |